# El Abra
El Abra (spanisch für Die Passhöhe) ist eine auf 2570 Meter über dem Meer gelegene archäologische Fundstätte östlich von Zipaquirá in Kolumbien. Sie besteht aus Abris, die ab dem ausgehenden Pleistozän von sehr frühen Siedlergruppen in Südamerika bewohnt wurden.

## Etymologie und Lage
| El Abra |

| Lokalisierung von Cundinamarca in Kolumbien |

Petroglyphen aus einer Höhle von Albán

Die Fundstätte wurde nach dem gleichnamigen Flusstal Valle del Abra benannt. Sie liegt auf dem Gebiet der Gemeinde Zipaquirá in der Savanne von Bogotá, im Departamento Cundinamarca. Das span. abra bedeutet Gebirgspass, Lichtung oder Öffnung.

## Entdeckung und Ausgrabungen
Die Untersuchungen an der Fundstätte El Abra gehen auf das Jahr 1967 zurück. Erstmals wurde in Kolumbien eine stratigraphische Abfolge freigelegt, in der Steinwerkzeuge (Chopper) und Abschlagreste mit Tierknochen zusammen auftraten. Eingeschaltete verkohlte Pflanzenreste konnten datiert werden und ergaben ein Radiokohlenstoffalter von 12.400 (± 160) Jahren BP bzw. 10.450 v. Chr.
Ab 1969 lokalisierte das Instituto Colombiano de Antropología in Zusammenarbeit mit der Indiana University und ab 1970 mit einer holländischen Stiftung (NWO-WOTRO) vier weitere präkeramische Fundorte, deren geschichtete Seeablagerungen mittels palynologischer Studien präzise Rekonstruktionen des damaligen Klimas und der herrschenden Vegetation ermöglichten.

## Fúquene-Stadial
Im Zeitraum 15.000 bis 12.400 Jahren BP (bzw. 13.050 bis 10.450 v. Chr.) herrschten die Bedingungen des Fúquene-Stadials, das Klima war kalt und trocken und die Vegetation bestand aus dem Páramo-Ökosystem. Die damalige Schneegrenze lag um 1300 Meter tiefer als heute. In einer stratigraphischen Einheit, deren Minimalalter auf 13.000 Jahre BP oder 11.050 v. Chr. geschätzt wird, fanden sich Steinabschläge – erster Beweis menschlicher Gegenwart.

## Guantiva-Interstadial
Um 12.500 BP bzw. 10.550 v. Chr., mit Beginn des spätglazialen Guantiva-Interstadials – benannt nach der gleichnamigen Typlokalität im Departamento de Boyacá – stiegen die Temperaturen allmählich an. Vermehrte Niederschläge ließen kleine Seen entstehen. Als Folgeerscheinung konnte die andine Waldvegetation Fuß fassen und bestimmte Tierarten sich ausbreiten. Die veränderten ökologischen Bedingungen ermöglichten es jetzt Jägergruppen, sich in der Region niederzulassen. Diese hinterließen zahlreiche randbearbeitete Steinartefakten (engl. edge trimmed tools) wie beispielsweise verschiedene Arten von Schabern, aus Abschlägen gewonnene Messer und Raspeln. Diese vorwiegend aus Lyditen oder Chert hergestellten Artefakten werden als Abrienses-Fazies bezeichnet und stammen zum Teil aus den in der Umgebung anstehenden Kreideformationen.
El Abra selbst wurde jedoch während des Interstadials wegen des sich erwärmenden Klimas weniger aufgesucht, erkennbar an den spärlicher gewordenen Funden.

### Tibitó-Stadial

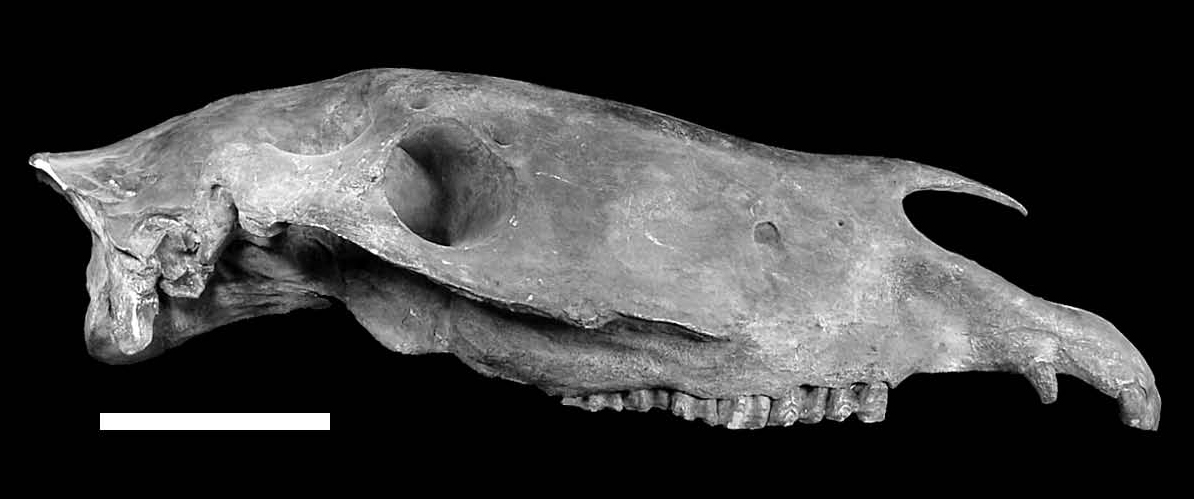
Das mittlerweile ausgestorbene Equus amerhippus

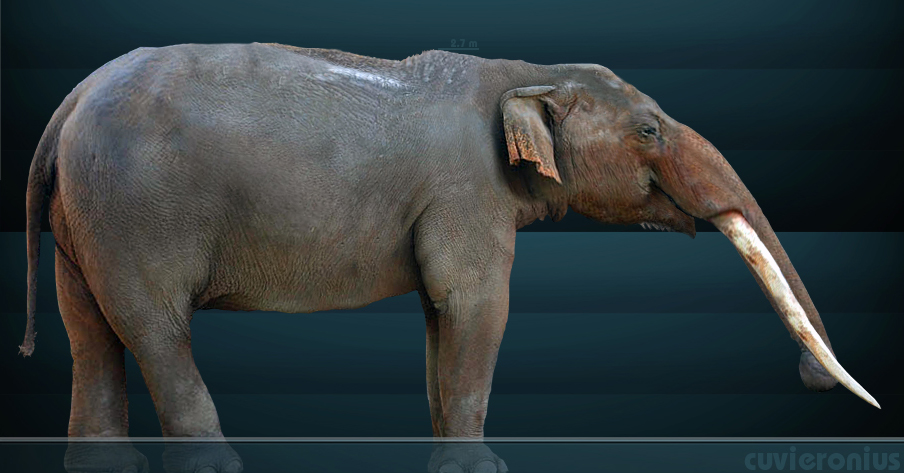
Cuvieronius hyodon

An der bei Tocancipá gelegenen, archäologischen Fundstelle Tibitó tauchten im Verbund mit Überresten pleistozäner Fauna ebenfalls Steingerät und Knochen auf. Datiert wurden sie auf 11.740 BP bzw. 9.790 v. Chr. Unter den Faunenresten befanden sich Gomphotherien wie Notiomastodon sowie Cuvieronius hyodon, das südamerikanische Pferd Equus neogeus, der Weißwedelhirsch Odocoileus virginianus und der Fuchs Cerdocyon thous, deren Knochen offensichtlich rituell bearbeitet worden waren.
Die Steinartefakten des Tibitó-Stadials gehören im Wesentlichen ebenfalls zur Abrienses-Fazies. Neben Schabern liegen auch aus Knochen gefertigte Messer und Bohrer vor.

## El-Abra-Stadial
Während des nach der Typlokalität benannten El-Abra-Stadials, dem letzten Stadial der ausgehenden Eiszeit gegen 11000 BP oder 9050 v. Chr., sanken die Temperaturen weiter ab und die Waldvegetation zog sich zurück. Die Savanne von Bogotá verwandelte sich in ein Subpáramo mit viel offenem Grasland und nur vereinzeltem Buschwerk. Im Verband mit den bisher üblichen Steinwerkzeugen (Abrienses-Fazies) finden sich in diesem Stadial völlig neuartige Artefakte, die an der Stätte Tequendama bei Soacha auftreten (Tequendama-Fazies). Ihr wesentlich feineres, durch beherrschte Druck- und Abschlagtechnik gewonnenes Ausgangsmaterial, stammt aus dem Tal des Río Magdalena und belegt somit die große Mobilität der nomadisch lebenden Jäger. Aus Tequendama kommen neben retuschierten Messern eine Projektilspitze, eine gekielte Raspel, eine bifaziale Klinge aus Quarzit sowie sehr sorgsam gearbeitete Schaber und Klingen. Insgesamt betrachtet stellen Schneidegeräte mehr als 50 %, Schaber 30 % und Bohrer 7 % der Werkzeuge.
Überdies lieferte Tequendama wegen wesentlich besserer Konservierungsbedingungen als in El Abra diverse Faunenreste. Darunter zu 40 % Hirsche und zu 30 % Nagetiere (vor allen Meerschweinchen Cavia porcellus) und Kleinsäugetiere wie Kaninchen Sylvilagus, Gürteltier Dasypus novemcinctus, Tayra Eira barbara und Wickelbär Potos flavus.

## Holozän
Mit dem Ende der Eiszeit und dem Beginn des Holozäns vor rund 10.000 Jahren BP kam es aufgrund steigender Temperaturen zu einem Anstieg der Baumgrenze; der Andenwald mit Eiche, Weinmannia tomentosa und Erle breitete sich folglich erneut aus. In dieser Periode erscheinen neben den üblichen Artefakten eine Unmenge von Hammerwerkzeugen, die auf eine starke Zunahme der Sammeltätigkeiten hindeuten. In dieselbe Richtung weisen auch Schneckenfunde. Bei der Ernährung ist ein Wechsel hin zu mehr pflanzlicher Kost zu verzeichnen, die fleischliche Kost, vormals basierend auf Großwild, wird jetzt weitgehend durch Kleinsäuger (Nagetiere) ersetzt, welche immerhin 75 % der Knochenfunde stellen. Diese im Einklang mit der klimatischen Verbesserung einhergehenden kulturellen Neuanpassungen führen bis zum 6. Jahrtausend v. Chr. zur sukzessiven Aufgabe der Abris.

### Aguazuque

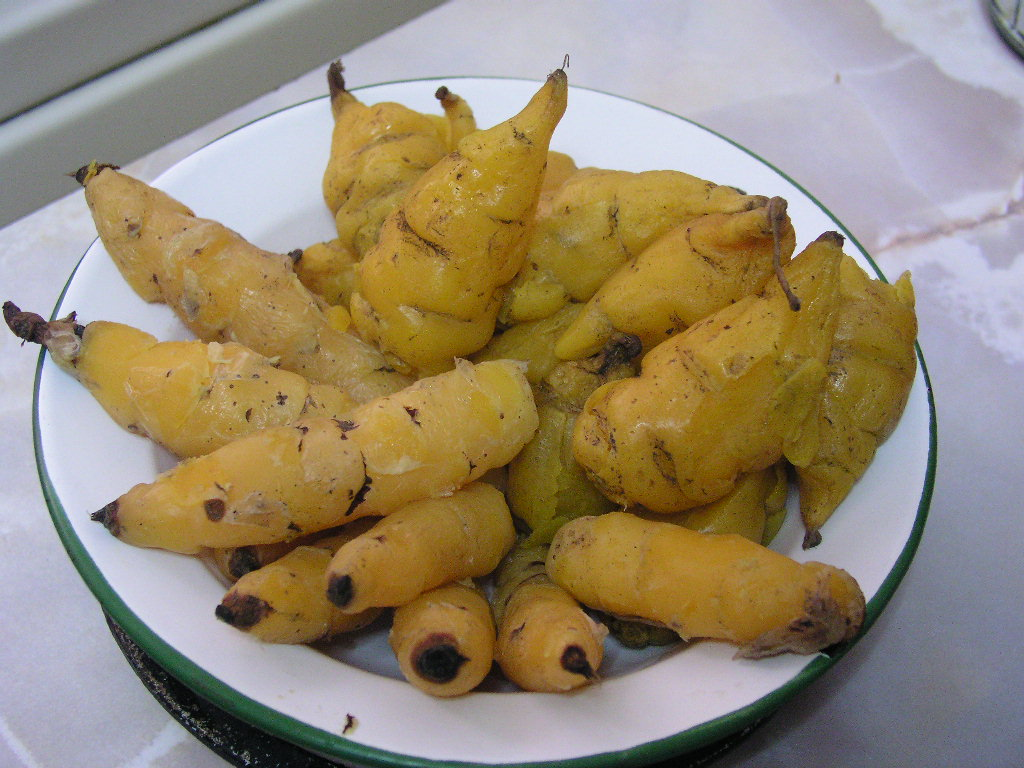
Essbare Knollen des Knolligen Sauerklees vorne links

Die Fundstätte Aguazuque bei Soacha bezeugt, dass im Mittelholozän Jäger-Sammler-Pflanzergruppen im Zeitraum 7500 bis 3000 Jahre BP (5550 bis 1050 v. Chr.) überschwemmungssichere Terrassen angelegt hatten. Gleichzeitig erscheinen Mörser und Reibesteine zur Aufbereitung von Samen- und Fruchtkörnern. Die einstigen Steinartefakten der Abrikultur werden durch eine enorme Vielfalt von  Knochenwerkzeugen ersetzt.
Im Zeitraum 5025 bis 2225 BP (3075 bis 275 v. Chr.) lassen sich in Aguazuque fünf Siedlungsniveaus erkennen. Eindeutige Kulturpflanzenreste wie Knolliger Sauerklee (Oxalis tuberosa) und  Gartenkürbis (Cucurbita pepo) wurden auf 2725 BP oder 775 v. Chr. datiert.
Bemerkenswert sind Funde von kalzinierten Knochenresten und Skeletten mit abgetrenntem Schädel, die auf komplexe Bestattungsriten und womöglich Anthropophagie hindeuten. An auf 5030 ± 35 Jahre BP (3080 ± 35 v. Chr.) datierten Skeletten konnten außerdem Krankheiten wie Osteoarthritis und Treponematose erkannt werden.

### Zipacón
Die in der Savanne von Bogotá gelegene, spätholozäne Stätte Zipacón lieferte mit 3270 Jahren BP bzw. 1320 v. Chr. die bisher ältesten Datierungen des Auftretens der Keramik. Begleitende Nutzpflanzenreste sind Avocado (Persea Americana), Kartoffel, Mais (Zea maíz) und Kalebassenbaum (Crescentia cuyete).

## Weitere Fundstätten
Neben den oben angeführten Aufenthaltsorten der Jäger und Sammler in der Savanne von Bogotá sind noch folgende benachbarte Fundstätten (Abris) zu erwähnen:
- Cueva im Stadtgebiet von Bojacá,[3]
- Chía,[4]
- Quebraditas[5]
- Neusa im Stadtgebiet von Cogua.[6]

Freilichtfundstätten sind
- Galindo[7]
- Vistahermosa.[8]

## Bedeutung
El Abra ist die erste präkeramische Fundstätte in Kolumbien, deren geschichtete, mit kulturgeschichtlichen Artefakten durchsetzte Ablagerungen bis ins Pleistozän zurückgehen. Somit mehren sich die Anzeichen, dass die menschliche Präsenz in Südamerika noch vor das Holozän zurückreichte und nicht erst – wie bisher meist verlautet – mit dem Holozän begann.
In diesem Zusammenhang siehe auch:
- El Inga
- Fell’s Höhle
- Monte Verde
- Paläo-Indianer

Interessanterweise lässt die Abrienses-Fazies der Artefakten aus El Abra eine Verwandtschaft mit anderen, weiter entfernten Fundorten erkennen, wie z. B. El Bosque in Nicaragua, sowie Siches und Santa Elena in Ecuador.

## Lektüre
- Correal Urrego, Gonzalo: Estado actual de las investigaciones sobre la etapa lítica en Colombia. In: Antropológicas. Band 2. Colombian Anthropologic Society, Bogotá 1980, S. 11–30.
- Correal Urrego, Gonzalo: Evidencias culturales durante el Pleistoeno y Holoceno de Colombia. In: Revista de Arqueología Americana. Band 1. Instituto Panamericano de Geografía e Historia, México 1990, S. 69–89.
- Correal, Gonzalo, van der Hammen, Thomas und Lerman, J. C.: Artefactos líticos de abrigos en El Abra, Colombia. In: Revista Colombiana de Antropología. Band 14, 1970, S. 9–46.
- Hurt, Wesley, van der Hammen, T. und Correal, G.: La ecología y tecnología de los abrigos rocosos en El Abra, Sabana de Bogotá, Colombia. In: Boletín de la Sociedad Geográfica Colombiana. XXX (109). Bogotá 1976, S. 1–21.
- Van der Hammen, Thomas und González, E.: Historia de clima y vegetación del Pleistoceno superior y Holoceno de la Sabana de Bogotá. In: Boletín Geológico. XI (1–3). Bogotá 1963, S. 189–266.
- Van der Hammen, T. und Correal, G.: Prehistoric man on the Sabana de Bogota: data for an ecological prehistory". In: Paleography, Paleoclimatology, Paleoecology. Band 25, 1978, S. 179–190.
- van der Hammen, Thomas: El hombre prehistórico en la Sabana de Bogotá: datos para una prehistoria ecológica. In: Historia, Ecología y Vegetación. Corporación Araracuara, Bogotá 1992, ISBN 958-95379-4-4, S. 217–231.